# Duboka (Jagodina)
Pour les articles homonymes, voir Duboka.
Duboka (en serbe cyrillique : Дубока) est un village de Serbie situé sur le territoire de la ville de Jagodina, district de Pomoravlje. Au recensement de 2011, il comptait 625 habitants.

## Démographie

### Évolution historique de la population
| 1948  | 1953  | 1961  | 1971  | 1981 | 1991 | 2002 | 2011 |
| ----- | ----- | ----- | ----- | ---- | ---- | ---- | ---- |
| 1 175 | 1 232 | 1 250 | 1 097 | 992  | 859  | 737  | 625  |

|  |